# CCL14
CCL14‏ (None) هوَ بروتين يُشَفر بواسطة جين CCL14 في الإنسان.